# بيتر ماتي (راكب الكنو)
بيتر ماتي هو راكب الكنو سويسري، ولد في 22 يونيو 1965.

## وصلات خارجية
- بيتر ماتي على موقع أوليمبيديا (الإنجليزية)